# Deadline (película de 2009)
Deadline es una película de horror-suspense del 2009 dirigida por Sean McConville protagonizada por Brittany Murphy y Thora Birch.

## Trama
Alice Evans (Brittany Murphy) necesita completar un guion, que no ha terminado debido a una crisis psicológica después de que su novio intentara matarla. Con la fecha límite para terminarlo, acepta una oferta de un amigo para dejarla quedarse en una casa estilo victoriano que él ha comprado recientemente, para así poder enfocarse en su trabajo. Ella insiste en quedarse allí sola, y su amiga Rebecca (Tammy Blanchard) se pone de acuerdo a regañadientes y la deja allí. Alice comienza a escuchar sonidos extraños en la casa y se convence de que la casa está embrujada por el fantasma de una mujer asesinada. Ella comienza a mirar la casa y encuentra una colección de cintas en el ático con una misteriosa pareja de jóvenes (Thora Birch y Marc Blucas). Al principio, las cintas muestran a la pareja hablando amorosamente sobre su nuevo bebé y la vida juntos en la casa. Sin embargo, mientras Alice mira las cintas, nota que el esposo cada vez está más perturbado. Él se convence de que su esposa lo está engañando y que el bebé no es de él, a pesar de que su esposa le asegura que no ha estado con nadie. Una cinta lo muestra filmando a su esposa mientras ella duerme, murmurando que es como un ángel. 
Alice también observa una de las cintas de ella misma y Rebecca (antes de que su novio tratara de asesinarla) y se implica fuertemente que son más que amigas. Alice sigue mirando las cintas de la pareja y le pide a Rebecca que averigüe sobre la misma. Rebecca, preocupada por su amiga, se ofrece para ir a visitarla, pero Alice insiste en que ella está bien. Mientras Alice sigue mirando las cintas, descubrimos la razón por la que su novio intentó asesinarla. Alice también estuvo embarazada y, asimismo, su novio se convenció de que el bebé no era de él, tras lo cual él trató de ahogarla en la bañera. Alice sobrevivió, pero perdió el bebé. Esta es la razón del por qué ella se siente tan conectada con la mujer de la cinta. También comienza a ver el fantasma de la mujer alrededor de la casa. Cuando Alice llega a la última cinta, ella ve que el esposo asesinó a su esposa ahogándola en la bañera y luego se ahorcó. Alice luego obtiene una llamada de su exnovio, quien se disculpa por lo que hizo. Alice ve una sombra en la casa y se convence de que él está en la casa con ella. Pero mientras ella comienza a correr, ve el final de la cinta que muestra que el esposo sobrevivió al ahorcamiento cuando su madre lo salvó justo a tiempo. Ella luego ve informes de la pareja desaparecida. Alice se enfrenta cara a cara con el esposo, quien piensa que ella es su esposa y trata de ahogarla en la bañera, pero él ve el reflejo de su esposa muerta. 
Esto lo asusta tanto que cae sobre la barandilla de las escaleras. El fantasma permite que el agua de la bañera baje y salva a Alice. Más tarde, Rebecca visita a su amiga y encuentra a Alice todavía en la bañera hablando con el fantasma. Mientras Rebecca la seca, ella encuentra el guion que Alice ha estado trabajando todo ese tiempo y descubre que es, palabra por palabra, toda la historia, significando que Alice vio todo esto en su cabeza. Rebecca luego le promete que nunca dejará a Alice sola y la coloca en la cama. Luego, baja las escaleras, donde no ningún cadáver pero hay una cámara de video. Ella la recoge y ve una cinta de Alice, donde filmó a Rebecca durmiendo, que se parece a la escena donde el esposo grabó anteriormente a su esposa, incluyendo a Alice diciéndole que parece un ángel.

## Elenco
- Brittany Murphy como Alice Evans.
- Thora Birch como Lucy Woods.
- Tammy Blanchard como Rebecca.
- Marc Blucas como David Woods.
- Claudia Troll como Madre de David.
- Michael Piscitelli como Ben.

## Lanzamiento
La película se estrenó en DVDen Reino Unido el 5 de octubre de 2009, y en los Estados Unidos el 1 de diciembre de 2009. Después de la muerte de Murphy el 20 de diciembre de 2009, Redbox sacó todos los carteles de la película que se exhibían en los quioscos de todo el país. El cartel representa al personaje de Murphy sentada en la bañera con una versión muerta del reflejo del otro personaje femenino en el espejo.

## Banda sonora
MovieScore Media lanzó la banda sonora de Carlos José Álvarez para la película el 27 de julio de 2010. El álbum fue dedicado en memoria de Brittany Murphy.
1. Main Titles 2:06
2. Lucy and David 1:10
3. Somebody Died Here 3:05
4. The House 1:51
5. First Morning 1:07
6. Haunted Piano :51
7. Taking A Bath 1:13
8. An Attempt To Escape 2:24
9. Medication 1:52
10. Transformation 2:27
11. What If Ben Finds Out 1:33
12. But I Belong To You 2:08
13. Miscarriage 2:21
14. The Drowning 5:00
15. The Burial 3:44
16. Following Lucy 1:03
17. Burial Site 4:02
18. Lucy Saves Alice 2:16
19. Set Free 1:25
20. Deadline 6:01